# آلگیرداس کلیمایتیس
آلگیرداس کلیمایتیس ۱ ژانویهٔ ۱۹۲۳، کاوناس – ۲۹ اوت ۱۹۸۸، هامبورگ) یک فرمانده شبه‌نظامی لیتوانیایی بود که به دلیل نقش در پوگروم کاوناس در ژوئن ۱۹۴۱ شناخته می‌شود.

## تاریخچه
به احتمال زیاد کلیمایتیس افسر ارتش لیتوانی بوده‌است. در طول سال‌های پیش از جنگ، وی سردبیر روزنامه تبلیغاتی Dešimt centų (ده سنت) بود. نگرش‌های او به ضد کمونیسم و یهودستیزی تغییر کرد. او بعدها به جنبش Voldemarininkai پیوست.
هنگامی که آلمان نازی در ژوئن ۱۹۴۱ لیتوانی را اشغال کرد، در آغاز عملیات بارباروسا، کلیمایتیس یک واحد نظامی متشکل از تقریباً ۶۰۰ عضو تشکیل داد، که زیرمجموعه جبهه کنشگران لیتوانی یا دولت موقت لیتوانی نبود و با ارتش شوروی برای کنترل شهر کاوناس به درگیری پرداخت. در شامگاه ۲۳ ژوئن، بیشتر شهر در دست شورشیان قرار گرفت.
در شب ۲۵ تا ۲۶ ژوئن، کشتار کاوناس به رهبری واحدهای کلیمایتیس توسط فرانتس اشتالکر، افسر فرمانده آینزاتس‌گروپ A، کلید خورد. طبق گفته اشتالکر، تا ۲۸ ژوئن ۱۹۴۱، ۳۸۰۰ نفر در کاوناس و ۱۲۰۰ نفر دیگر نیز در شهرهای اطراف منطقه کشته شدند. مردان کلیمایتیس چندین کنیسه و حدود شصت خانه یهودی را ویران کردند. منابع امروزین اما ادعا می‌کنند که احتمالاً تعداد قربانیان گزارش اشتالکر بزرگنمایی بوده‌است. [۳]
پس از جنگ، کلیمایتیس به هامبورگ در آلمان نقل مکان کرد و در اواخر دهه ۱۹۷۰ در آنجا پیدا شد. پلیس هامبورگ تحقیقاتی را دربارهٔ وی آغاز کرد، اما کلیمایتیس پیش از محاکمه شدن، در سال ۱۹۸۸، درگذشت.